# جوزويه سا
جوزويه هومبيرتو غونشالفيس ليا دي سا (بالبرتغالية: Josué Humberto Gonçalves Leal de Sá) هو لاعب كرة قدم برتغالي في مركز قلب الدفاع ولد في يوم 17 يونيو 1992 في مدينة لشبونة عاصمة البرتغال، يلعب حالياً مع نادي هويسكا في دوري الدرجة الثانية الإسباني كمعار من نادي أندرلخت وسبق ل اللعب مع أندية فيتوريا غيماريش ونادي تشافيز ونادي قاسم باشا في تركيا، يبلغ طوله 186 سم.

## روابط خارجية
- جوزويه سا على موقع اتحاد تركيا (لاعب) (الإنجليزية)
- جوزويه سا على موقع قاعدة بيانات كرة القدم.إي يو (الإنجليزية)
- جوزويه سا على موقع Soccerway.com (الإنجليزية)
- جوزويه سا على موقع عالم كرة القدم.نت (الإنجليزية)